# Sautoir (bijou)
Pour les articles homonymes, voir Sautoir.
 (mars 2009).
Si vous disposez d'ouvrages ou d'articles de référence ou si vous connaissez des sites web de qualité traitant du thème abordé ici, merci de compléter l'article en donnant les références utiles à sa vérifiabilité et en les liant à la section « Notes et références ».

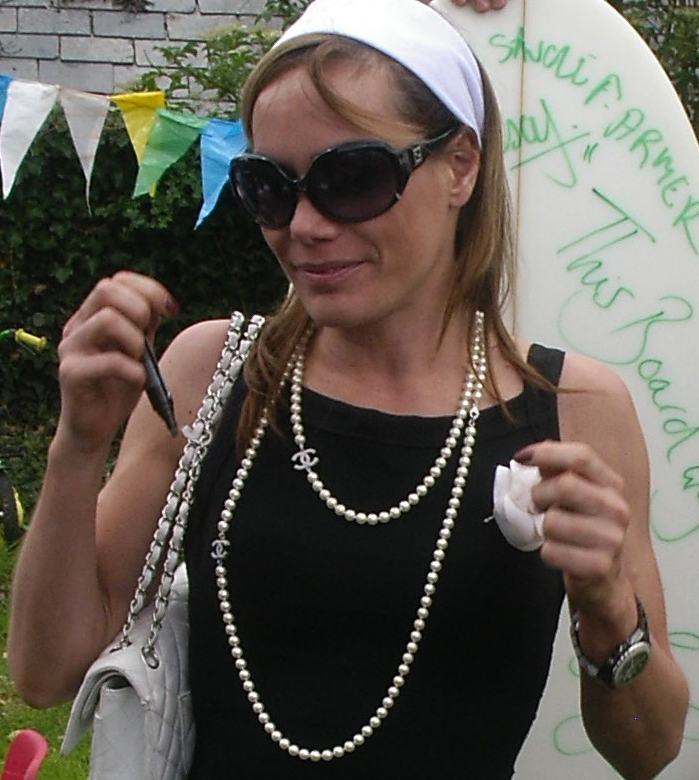
Femme portant un collier de perles en sautoir.

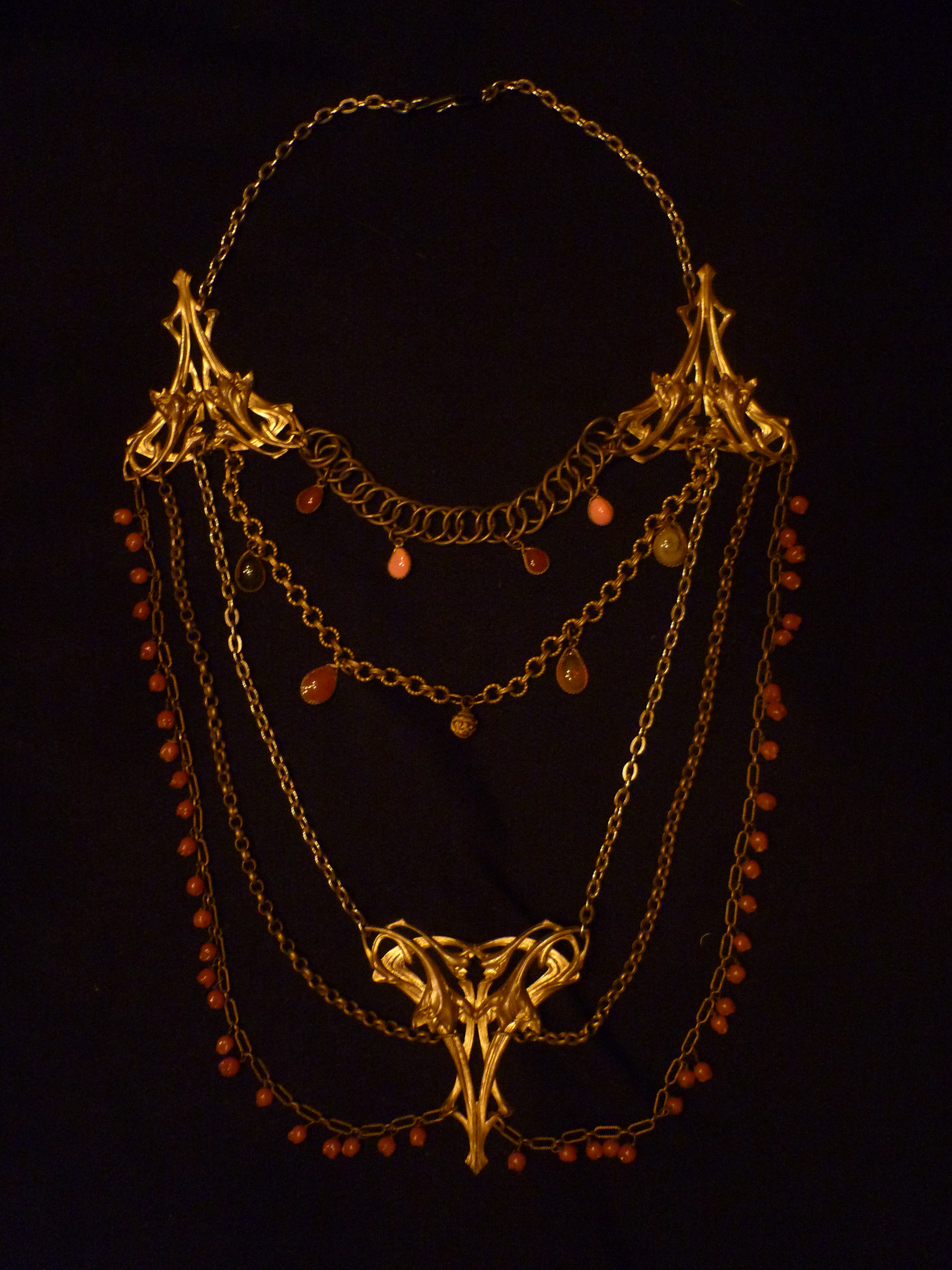
Sautoir d'époque art nouveau, vers 1900, composé de laiton, de verre et de corail.

Un sautoir, également appelé collier Matinée, est un type de collier de mi-longueur (environ 55 centimètres).
Il est possible de le porter enroulé plusieurs fois autour du cou. Il est adapté aux occasions formelles ou semi-formelles.